# Amfoterit
Amfoterit je zastarel izraz za hondritne meteorite, ki jih danes označujemo kot LL hondrite. Večina kovine v tej skupini hondritov se nahaja v mineralih (primer: olivine). Prostega kovinskega železa je od 0,3% do 3,0% celotnega meteorita. 
Hondrite LL še razdelimo na podskupine. Podskupino označimo s številko za LL (primer: LL3, LL4,…LL7´). Številka pomeni število sprememb, ki so jih doživele hondrule v meteoritu. LL3 pomeni, da so v meteoritu še prvotne hondrule. LL7 pa pomeni, da so bile hondrule staljene ali spremenjene s pritiskom ali silo, tako, da so nastale popolnoma okrogle hondrule.